# Odense Boldklub 2012-2013
Questa voce raccoglie le informazioni riguardanti l'Odense Boldklub nelle competizioni ufficiali della stagione 2012-2013.

## Stagione
L'Odense chiuse la stagione al 10º posto, raggiungendo così la salvezza. L'avventura nella Coppa di Danimarca 2012-2013 si chiuse ai quarti di finale, con l'eliminazione per mano dello Horsens. Il giocatore più utilizzato in campionato fu Bashkim Kadrii con 33 presenze, mentre i migliori marcatori furono Emil Larsen, Marcus Pedersen e Krisztián Vadócz, tutti giunti a quota 7 reti.

## Maglie e sponsor
Lo sponsor tecnico per la stagione 2012-2013 fu Puma, mentre lo sponsor ufficiale fu Carlsberg. La divisa casalinga era composta da una maglietta a strisce bianche e blu, pantaloncini blu e calzettoni bianchi. Quella da trasferta era invece completamente nera, con una striscia orizzontale gialla sulla maglietta. Infine, la terza divisa era composta da una maglietta bianca, pantaloncini neri e calzettoni bianchi.
| Casa | Trasferta | Terza divisa |

## Rosa
| N. |                      | Ruolo | Calciatore                |
| -- | -------------------- | ----- | ------------------------- |
| 1  | Danimarca (bandiera) | P     | Jesper Christiansen       |
| 2  | Norvegia (bandiera)  | D     | Espen Ruud                |
| 4  | Danimarca (bandiera) | D     | Niclas Vemmelund          |
| 4  | Danimarca (bandiera) | D     | Hans Henrik Andreasen     |
| 5  | Danimarca (bandiera) | D     | Anders Møller Christensen |
| 6  | Guinea (bandiera)    | C     | Mohammed Diarra           |
| 7  | Danimarca (bandiera) | C     | Emil Larsen               |
| 8  | Danimarca (bandiera) | C     | Michael Silberbauer       |
| 8  | Norvegia (bandiera)  | D     | Tore Reginiussen          |
| 9  | Danimarca (bandiera) | A     | Rasmus Falk Jensen        |
| 10 | Croazia (bandiera)   | A     | Darko Bodul               |
| 10 | Svezia (bandiera)    | C     | Andreas Johansson         |
| 11 | Danimarca (bandiera) | A     | Morten Skoubo             |
| 14 | Estonia (bandiera)   | A     | Hannes Anier              |
| 15 | Danimarca (bandiera) | D     | Kasper Larsen             |
| 16 | Danimarca (bandiera) | C     | Jacob Schoop              |
| 17 | Danimarca (bandiera) | P     | Mads Toppel               |

| N. |                      | Ruolo | Calciatore                 |
| -- | -------------------- | ----- | -------------------------- |
| 18 | Svezia (bandiera)    | C     | David Löfquist             |
| 18 | Mali (bandiera)      | C     | Kalilou Traoré             |
| 19 | Norvegia (bandiera)  | A     | Marcus Pedersen            |
| 20 | Danimarca (bandiera) | D     | Timmi Johansen             |
| 21 | Ungheria (bandiera)  | C     | Krisztián Vadócz           |
| 21 | Islanda (bandiera)   | C     | Rúrik Gíslason             |
| 22 | Danimarca (bandiera) | P     | Nicolai Jørgensen          |
| 23 | Camerun (bandiera)   | A     | Cedric N'Koum              |
| 24 | Danimarca (bandiera) | C     | Bashkim Kadrii             |
| 25 | Danimarca (bandiera) | A     | Christian Nikolaj Sørensen |
| 26 | Danimarca (bandiera) | D     | Daniel Høegh               |
| 31 | Danimarca (bandiera) | D     | Emil Jørgensen             |
| 36 | Danimarca (bandiera) | C     | Esben Petersen             |
| 40 | Danimarca (bandiera) | C     | Christian Bannis           |
| 44 | Danimarca (bandiera) | A     | Mads Raben                 |
| 45 | Danimarca (bandiera) | C     | Mikkel Desler              |

## Calciomercato

### Sessione estiva(dal 01/07 al 31/08)
| Acquisti | Acquisti            | Acquisti   | Acquisti   |
| R.       | Nome                | da         | Modalità   |
| -------- | ------------------- | ---------- | ---------- |
| P        | Nicolai Jørgensen   | Brøndby    | definitivo |
| C        | Mohammed Diarra     |            | svincolato |
| C        | Emil Larsen         | Lyngby     | definitivo |
| C        | Michael Silberbauer | Young Boys | prestito   |
| C        | Krisztián Vadócz    |            | svincolato |
| A        | Cedric N'Koum       |            | svincolato |
| A        | Marcus Pedersen     | Vitesse    | prestito   |

| Cessioni | Cessioni           | Cessioni   | Cessioni   |
| R.       | Nome               | a          | Modalità   |
| -------- | ------------------ | ---------- | ---------- |
| P        | Daniel Krog        |            | svincolato |
| P        | Stefan Wessels     |            | ritiro     |
| D        | Oliver Larsen      |            | svincolato |
| D        | Bernard Mendy      |            | svincolato |
| D        | Tore Reginiussen   | Rosenborg  | definitivo |
| C        | Eric Djemba-Djemba |            | svincolato |
| C        | Rúrik Gíslason     | Copenaghen | definitivo |
| C        | Kalilou Traoré     | Sochaux    | definitivo |

### Sessione invernale(dal 01/01 al 31/01)
| Acquisti | Acquisti         | Acquisti   | Acquisti   |
| R.       | Nome             | da         | Modalità   |
| -------- | ---------------- | ---------- | ---------- |
| D        | Niclas Vemmelund | Fyn        | definitivo |
| C        | David Löfquist   | Parma      | prestito   |
| A        | Darko Bodul      | Sturm Graz | definitivo |

| Cessioni | Cessioni              | Cessioni   | Cessioni   |
| R.       | Nome                  | a          | Modalità   |
| -------- | --------------------- | ---------- | ---------- |
| D        | Hans Henrik Andreasen | Esbjerg    | definitivo |
| C        | Andreas Johansson     | Djurgården | definitivo |

## Risultati

### Superligaen
| Arbitro: | Christoffersen |

|  |           |            |
|  | Marcatori | 17’ Schoop |

| Arbitro: | Christoffersen |

|  |           |          |
|  | Marcatori | 60’ Rise |

| Arbitro: | Johansen |

|                 |           |            |
| Christensen 16’ | Marcatori | 81’ Traoré |

| Arbitro: | Tykgaard |

|  |           |            |
|  | Marcatori | 90’ Skoubo |

| Arbitro: | Christoffersen |

|                       |           |            |
| Larsen 76’ Skoubo 85’ | Marcatori | 10’ Igboun |

| Arbitro: | Jensen |

|             |           |                         |
| O'Brien 56’ | Marcatori | 24’ Gíslason 51’ Larsen |

| Arbitro: | Johansen |

|  |           |                                                                 |
|  | Marcatori | 2’ (rig.) Helenius 43’ Augustinussen 44’ Dalsgaard 63’ Andersen |

| Arbitro: | Tykgaard |

|                            |           |                            |
| Johansson 50’ Gíslason 67’ | Marcatori | 6’ Cornelius 64’ Jørgensen |

| Arbitro: | Kehlet |

|                                |           |  |
| Braithwaite 31’, 35’ Lange 62’ | Marcatori |  |

| Arbitro: | Christoffersen |

|                            |           |                              |
| Kortegaard 6’ Andersen 60’ | Marcatori | 18’ Vadócz 81’ (aut.) Kryger |

| Arbitro: | Hansen |

|              |           |                               |
| Pedersen 47’ | Marcatori | 22’ Devdariani 45’ Jóhannsson |

| Arbitro: | Kristoffersen |

|                            |           |  |
| Vadócz 32’, 71’ Kadrii 36’ | Marcatori |  |

| Arbitro: | Christoffersen |

|          |           |            |
| Ipša 90’ | Marcatori | 34’ Vadócz |

| Arbitro: | Maae |

|                            |           |                                          |
| Silberbauer 18’ Larsen 69’ | Marcatori | 16’, 70’ Akharraz 47’ Vatsadze 67’ Sloth |

| Arbitro: | Jensen |

|  |           |                                    |
|  | Marcatori | 6’ Jensen 64’ Larsen 90’ Andreasen |

| Arbitro: | Johansen |

|                                                         |           |  |
| Pedersen 13’ Ruud 15’ (rig.) Kadrii 26’, 76’ Vadócz 86’ | Marcatori |  |

| Arbitro: | Kristoffersen |

|                                           |           |                         |
| Brock-Madsen 21’ Schwartz 67’ Borring 89’ | Marcatori | 29’ Skoubo 71’ Pedersen |

| Arbitro: | Poulsen |

|  |           |                       |
|  | Marcatori | 23’ Vadócz 79’ Jensen |

| Arbitro: | Tykgaard |

|                                 |           |  |
| Johansson 56’ Pedersen 67’, 78’ | Marcatori |  |

| Arbitro: | Jensen |

|                  |           |                      |
| Helenius 3’, 37’ | Marcatori | 32’ Bodul 90’ N'Koum |

| Arbitro: | Kehlet |

|                      |           |                                              |
| Larsen 27’ Bodul 34’ | Marcatori | 11’ (aut.) Høegh 54’ Jørgensen 70’ Claudemir |

| Arbitro: | Poulsen |

|                     |           |  |
| Takyi 9’ Nworuh 75’ | Marcatori |  |

| Arbitro: | Nystrup Kragh |

|                      |           |           |
| Kure 8’ Akharraz 72’ | Marcatori | 6’ Larsen |

| Odense 28 marzo 2013, ore 19:00 24ª giornata | Odense         | 0 – 0 referto | Randers | TRE-FOR Park (5.123 spett.)\| Arbitro: \| Christoffersen \| |
| Arbitro:                                     | Christoffersen |               |         |                                                             |

| Arbitro: | Jensen |

|                      |           |  |
| Kadrii 45’ Bodul 55’ | Marcatori |  |

| Arbitro: | Johansen |

|               |           |          |
| Bengtsson 50’ | Marcatori | 38’ Ruud |

| Arbitro: | Kristoffersen |

|                                         |           |                                                |
| Larsen 39’ Pedersen 49’ Ruud 70’ (rig.) | Marcatori | 24’, 37’ Frederiksen 64’ Helenius 87’ Petersen |

| Arbitro: | Hansen |

|                                             |           |            |
| Bechmann 45’, 67’ Hansen 51’ Absalonsen 62’ | Marcatori | 11’ Skoubo |

| Arbitro: | Kehlet |

|           |           |                               |
| Kadrii 8’ | Marcatori | 14’ (rig.) Larsen 87’ Antipas |

| Arbitro: | Nystrup Kragh |

|  |           |               |
|  | Marcatori | 58’ Andersson |

| Arbitro: | Johansen |

|                                                 |           |              |
| Stokholm 15’ Christiansen 65’, 67’ Aynaoğlu 85’ | Marcatori | 50’ Pedersen |

| Arbitro: | Kehlet |

|                                                                               |           |                        |
| J. Ankersen 25’ Braithwaite 43’ Smárason 54’, 90’ P. Ankersen 69’ Knudsen 71’ | Marcatori | 4’ Sørensen 52’ Vadócz |

| Arbitro: | Johansen |

|                                         |           |                                             |
| Bodul 23’ Jónsson 67’ (aut.) Skoubo 86’ | Marcatori | 56’ Pourié 84’ (aut.) Christensen 90’ Holst |

### Coppa di Danimarca
| Nexø 29 agosto 2012, ore 17:30 Secondo turno | NB Bornholm | 0 – 1 referto | Odense | Nexø Stadion |

| Hvidovre 26 settembre 2012, ore 19:00 Terzo turno | Hvidovre | 3 – 7 referto | Odense | Kæmpernes Arena |

| Arbitro: | Christoffersen |

|  |           |                             |
|  | Marcatori | 1’ Jensen 13’, 80’ Pedersen |

| Arbitro: | Kehlet |

|                         |           |                                                |
| Johansson 12’ Høegh 81’ | Marcatori | 3’ Jensen 5’ (rig.), 112’ Spellmann 98’ Kryger |

## Statistiche

### Statistiche di squadra
| Competizione       | Punti | In casa | In casa | In casa | In casa | In casa | In casa | In trasferta | In trasferta | In trasferta | In trasferta | In trasferta | In trasferta | Totale | Totale | Totale | Totale | Totale | Totale | DR |
| Competizione       | Punti | G       | V       | N       | P       | Gf      | Gs      | G            | V            | N            | P            | Gf           | Gs           | G      | V      | N      | P      | Gf     | Gs     | DR |
| ------------------ | ----- | ------- | ------- | ------- | ------- | ------- | ------- | ------------ | ------------ | ------------ | ------------ | ------------ | ------------ | ------ | ------ | ------ | ------ | ------ | ------ | -- |
| Superligaen        | 38    | 16      | 5       | 3       | 8       | 29      | 27      | 17           | 5            | 5            | 7            | 23           | 32           | 33     | 10     | 8      | 15     | 52     | 59     | -7 |
| Coppa di Danimarca | -     | 1       | 0       | 0       | 1       | 2       | 4       | 3            | 3            | 0            | 0            | 11           | 3            | 4      | 3      | 0      | 1      | 13     | 7      | +6 |
| Totale             | -     | 17      | 5       | 3       | 9       | 31      | 31      | 20           | 8            | 5            | 7            | 34           | 35           | 37     | 13     | 8      | 16     | 65     | 66     | -1 |

### Statistiche dei giocatori
| Giocatore       | Superligaen | Superligaen | Superligaen | Superligaen | Coppa di Danimarca | Coppa di Danimarca | Coppa di Danimarca | Coppa di Danimarca | Totale   | Totale | Totale      | Totale     |
| Giocatore       | Presenze    | Reti        | Ammonizioni | Espulsioni  | Presenze           | Reti               | Ammonizioni        | Espulsioni         | Presenze | Reti   | Ammonizioni | Espulsioni |
| --------------- | ----------- | ----------- | ----------- | ----------- | ------------------ | ------------------ | ------------------ | ------------------ | -------- | ------ | ----------- | ---------- |
| H. Andreasen    | 18          | 1           | 2           | 0           | ?                  | ?                  | ?                  | ?                  | 18+      | 1+     | 2+          | 0+         |
| H. Anier        | 3           | 0           | 0           | 0           | ?                  | ?                  | ?                  | ?                  | 3+       | 0+     | 0+          | 0+         |
| C. Bannis       | 0           | 0           | 0           | 0           | ?                  | ?                  | ?                  | ?                  | 0+       | 0+     | 0+          | 0+         |
| D. Bodul        | 14          | 4           | 1           | 0           | ?                  | ?                  | ?                  | ?                  | 14+      | 4+     | 1+          | 0+         |
| A. Christensen  | 31          | 0           | 8           | 0           | ?                  | ?                  | ?                  | ?                  | 31+      | 0+     | 8+          | 0+         |
| J. Christiansen | 23          | 0           | 1           | 0           | ?                  | ?                  | ?                  | ?                  | 23+      | 0+     | 1+          | 0+         |
| M. Desler       | 0           | 0           | 0           | 0           | ?                  | ?                  | ?                  | ?                  | 0+       | 0+     | 0+          | 0+         |
| M. Diarra       | 7           | 0           | 1           | 0           | ?                  | ?                  | ?                  | ?                  | 7+       | 0+     | 1+          | 0+         |
| R. Gíslason     | 8           | 2           | 3           | 0           | ?                  | ?                  | ?                  | ?                  | 8+       | 2+     | 3+          | 0+         |
| D. Høegh        | 25          | 0           | 5           | 1           | ?                  | ?                  | ?                  | ?                  | 25+      | 0+     | 5+          | 1+         |
| R. Jensen       | 19          | 2           | 4           | 0           | ?                  | ?                  | ?                  | ?                  | 19+      | 2+     | 4+          | 0+         |
| T. Johansen     | 2           | 0           | 0           | 0           | ?                  | ?                  | ?                  | ?                  | 2+       | 0+     | 0+          | 0+         |
| A. Johansson    | 17          | 2           | 4           | 0           | ?                  | ?                  | ?                  | ?                  | 17+      | 2+     | 4+          | 0+         |
| E. Jørgensen    | 0           | 0           | 0           | 0           | ?                  | ?                  | ?                  | ?                  | 0+       | 0+     | 0+          | 0+         |
| N. Jørgensen    | 0           | 0           | 0           | 0           | ?                  | ?                  | ?                  | ?                  | 0+       | 0+     | 0+          | 0+         |
| B. Kadrii       | 33          | 5           | 4           | 0           | ?                  | ?                  | ?                  | ?                  | 33+      | 5+     | 4+          | 0+         |
| E. Larsen       | 28          | 7           | 0           | 0           | ?                  | ?                  | ?                  | ?                  | 28+      | 7+     | 0+          | 0+         |
| K. Larsen       | 22          | 0           | 1           | 0           | ?                  | ?                  | ?                  | ?                  | 22+      | 0+     | 1+          | 0+         |
| D. Löfquist     | 10          | 0           | 0           | 0           | ?                  | ?                  | ?                  | ?                  | 10+      | 0+     | 0+          | 0+         |
| C. N'Koum       | 18          | 1           | 5           | 0           | ?                  | ?                  | ?                  | ?                  | 18+      | 1+     | 5+          | 0+         |
| M. Pedersen     | 24          | 7           | 3           | 1           | ?                  | ?                  | ?                  | ?                  | 24+      | 7+     | 3+          | 1+         |
| E. Petersen     | 0           | 0           | 0           | 0           | ?                  | ?                  | ?                  | ?                  | 0+       | 0+     | 0+          | 0+         |
| M. Raben        | 0           | 0           | 0           | 0           | ?                  | ?                  | ?                  | ?                  | 0+       | 0+     | 0+          | 0+         |
| T. Reginiussen  | 2           | 0           | 0           | 0           | ?                  | ?                  | ?                  | ?                  | 2+       | 0+     | 0+          | 0+         |
| E. Ruud         | 32          | 3           | 6           | 0           | ?                  | ?                  | ?                  | ?                  | 32+      | 3+     | 6+          | 0+         |
| J. Schoop       | 25          | 1           | 2           | 0           | ?                  | ?                  | ?                  | ?                  | 25+      | 1+     | 2+          | 0+         |
| M. Silberbauer  | 24          | 1           | 3           | 0           | ?                  | ?                  | ?                  | ?                  | 24+      | 1+     | 3+          | 0+         |
| M. Skoubo       | 25          | 5           | 3           | 0           | ?                  | ?                  | ?                  | ?                  | 25+      | 5+     | 3+          | 0+         |
| C. Sørensen     | 3           | 1           | 0           | 0           | ?                  | ?                  | ?                  | ?                  | 3+       | 1+     | 0+          | 0+         |
| M. Toppel       | 12          | 0           | 0           | 0           | ?                  | ?                  | ?                  | ?                  | 12+      | 0+     | 0+          | 0+         |
| K. Traoré       | 5           | 1           | 1           | 0           | ?                  | ?                  | ?                  | ?                  | 5+       | 1+     | 1+          | 0+         |
| K. Vadócz       | 24          | 7           | 1           | 0           | ?                  | ?                  | ?                  | ?                  | 24+      | 7+     | 1+          | 0+         |
| N. Vemmelund    | 0           | 0           | 0           | 0           | ?                  | ?                  | ?                  | ?                  | 0+       | 0+     | 0+          | 0+         |